# Мальпартіда-де-Пласенсія
Мальпартіда-де-Пласенсія (ісп. Malpartida de Plasencia) — муніципалітет в Іспанії, у складі автономної спільноти Естремадура, у провінції Касерес. Населення — 4696 осіб (2010).
Муніципалітет розташований на відстані близько 200 км на захід від Мадрида, 60 км на північний схід від Касереса.
На території муніципалітету розташовані такі населені пункти: (дані про населення за 2010 рік)
- Ла-Басагона: 20 осіб
- Аса-де-ла-Консепсьйон: 14 осіб
- Мальпартіда-де-Пласенсія: 4588 осіб
- Паласуело-Емпальме: 53 особи
- Пантано-де-Навабуена: 6 осіб
- Урдімалас: 15 осіб

## Демографія
Динаміка населення (INE ):